# Sistema causal

Sistema abstracte de la teoria de sistemes, amb entrada i sortida.

En la teoria del control, un sistema causal (també conegut com a sistema físic o no anticipat) és un sistema on la sortida depèn de les entrades passades i actuals, però no de les entrades futures, és a dir, la sortida. {\displaystyle y(t_{0})} depèn només de l'entrada {\displaystyle x(t)} pels valors de {\displaystyle t\leq t_{0}}.
La idea que la sortida d'una funció en qualsevol moment depèn només dels valors passats i presents de l'entrada es defineix per la propietat que comunament es coneix com a causalitat. Un sistema que té certa dependència dels valors d'entrada del futur (a més de la possible dependència dels valors d'entrada passats o actuals) s'anomena sistema no causal o acausal, i un sistema que depèn únicament dels valors d'entrada futurs és un sistema anticausal. Tingueu en compte que alguns autors han definit un sistema anticausal com aquell que depèn únicament dels valors d'entrada futurs i presents o, més simplement, com un sistema que no depèn dels valors d'entrada passats.
Clàssicament, la naturalesa o la realitat física s'ha considerat com un sistema causal. La física que implica la relativitat especial o la relativitat general requereixen definicions més acurades de la causalitat, tal com es descriu detalladament a Causalitat (física).
La causalitat dels sistemes també juga un paper important en el processament del senyal digital, on els filtres es construeixen de manera que siguin causals, de vegades alterant una formulació no causal per eliminar la manca de causalitat perquè sigui realitzable. Per obtenir més informació, vegeu el filtre causal.
Per a un sistema causal, la resposta d'impuls del sistema ha d'utilitzar només els valors presents i passats de l'entrada per determinar la sortida. Aquest requisit és una condició necessària i suficient perquè un sistema sigui causal, independentment de la linealitat. Tingueu en compte que regles similars s'apliquen a casos discrets o continus. Segons aquesta definició de no requerir valors d'entrada futurs, els sistemes han de ser causals per processar senyals en temps real.

## Definicions matemàtiques
Definició 1: un mapa del sistema {\displaystyle x} a {\displaystyle y} és causal si i només si, per a qualsevol parell de senyals d'entrada {\displaystyle x_{1}(t)}, {\displaystyle x_{2}(t)} i qualsevol elecció {\displaystyle t_{0}}, de tal manera que
{\displaystyle x_{1}(t)=x_{2}(t),\quad \forall \ t<t_{0},}
satisfan les sortides corresponents
{\displaystyle y_{1}(t)=y_{2}(t),\quad \forall \ t<t_{0}.}
Definició 2: Suposem {\displaystyle h(t)} és la resposta d'impuls de qualsevol sistema {\displaystyle H} descrit per una equació diferencial de coeficient lineal constant. El sistema {\displaystyle H} és causal si i només si
{\displaystyle h(t)=0,\quad \forall \ t<0}
en cas contrari no és causal.